# Gasherbrum I
Gasherbrum I (även K5) är ett 8 068 meter högt berg på gränsen mellan Kina och Pakistan. Berget bestegs för första gången av Pete Schoening och Andy Kauffman den 4 juli 1958. Gasherbrum I är världens elfte högsta berg.